# Alfonso Peña Boeuf
Alfonso Peña Boeuf (Madrid, 23 de febrer de 1888 - 1 de febrer de 1966) va ser un enginyer de Camins i polític espanyol, Conseller Nacional i procurador a les Corts Espanyoles durant les vuit primeres legislatures del període franquista.

## Biografia
Va ser professor de l'Escola d'Enginyers de Camins, Canals i Ports de Madrid, en la qual va estudiar. Durant la Dictadura de Primo de Rivera va col·laborar amb el ministre de Foment Rafael Benjumea y Burín.
Durant la Guerra Civil, al setembre de 1937, se li va encarregar el Plan de Obras Públicas del Comité Directivo de Obras Públicas que es va crear en la zona nacional.
El 1938 va ser nomenat Ministre d'Obres Públiques del govern franquista, ocupant el càrrec des del 30 de gener d'aquest any fins al 18 de juliol de 1945. Durant el seu mandat, va finalitzar el Plan de Obras Públicas que havia començat el 1937. El 24 de gener de 1941, es va aprovar la Ley de Bases de Ordenación Ferroviaria y de los Transportes por Carretera per la qual totes les companyies d'ample ibèric que operaven en l'Estat espanyol van ser reunides en una sola empresa estatal, la Red Nacional de los Ferrocarriles Españoles (RENFE). Seria nomenat president del consell d'administració de la companyia de 1952 a 1957.
Va ser membre de la Reial Acadèmia de Ciències Exactes, Físiques i Naturals des de juny de 1934 amb el discurs La resonancia en las estructuras, institució que va presidir des de l'11 de juny de 1958 fins a la seva defunció. Prèviament havia ocupat els càrrecs de bibliotecari, entre 1939 i 1944, i vicepresident, entre 1944 i 1958. Va rebre les grans creus de del Mèrit Militar, de l'Orde de Carles III de l'Orde de la Corona d'Itàlia i de l'Orde de l'Àguila Roja.

## Obres
- Memorias de un ingeniero político (1954)